# El (divinità)

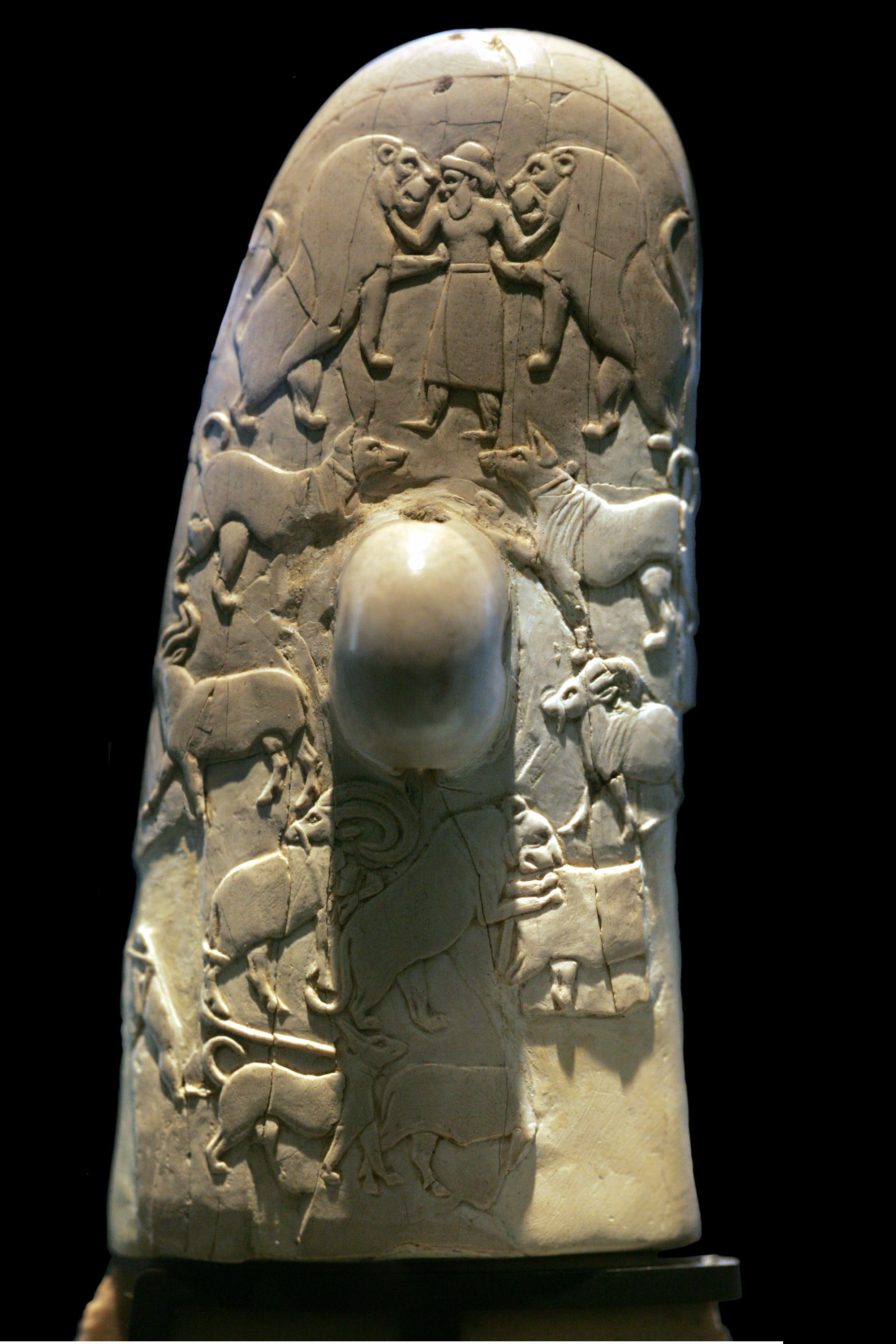
El raffigurato assieme a due leoni rappresentanti il pianeta Venere sul retro dell'elsa del coltello cerimoniale di Gebel el-Arak.

El (ugaritico:  𐎛𐎍, ’il; in fenicio 𐤀𐤋, ’l; in siriaco ܐܠ, ’l; in ebraico אל‎?, ’l; in greco antico: Ἔλ?, Él, "Dio") o Eloah, in accadico Il o Ilu (𒀭, DINGIR, DIl), in sumero An (𒀭, DINGIR, DAn), in aramaico Al o Alaha, in arabo Allah, è il Dio dell'universo delle religioni antiche dell'area semitica siro-cananea, giudaica e mesopotamica, ed uno dei nomi di Dio nella Bibbia ebraica (nella quale, tuttavia, è fuso con il dio degli israeliti, Yahweh o Ya, corrispondente al terzo aspetto di Dio, quello rappresentante il mondo vivente terreno, della antica triade sumero-semitica: An/Il/El; Enlil/Baal; Enki/Ea/Ya). 
Per gli antichi popoli del Medio Oriente, letteralmente "il più alto", era l'essere supremo. La radice trilittera di riferimento <ˤ-l-h> esprime appunto il significato di "essere in alto". Veniva chiamato per questo motivo "l'Altissimo" (Elyon) tra gli dèi, con un'evidente collocazione sovrastante il mondo terreno degli uomini, al di sotto del quale si collocano a loro volta le entità minori.

## Attestazioni più antiche
Nella concezione originaria siriaca El sarebbe stato un dio ordinatore del mondo, già preesistente ma caotico, e non tanto creatore ex nihilo. Saremmo in questo caso di fronte alla riproposizione in terra siro-cananea dell'antico mito dualistico pre-achemenide persiano zurvanita che - coerentemente con la concezione della ciclicità della storia, tipica della cultura persiana preislamica - credeva in un'azione "ordinatrice" di una divinità, cui si sarebbe contrapposta l'opera di una divinità disordinatice, disgregatrice, distruttrice. Da questo confronto dialettico fra Caos e Cosmos si produrrebbe la vita e il ciclico divenire storico che muoverebbe l'universo dal caos al cosmo per quindi riprecipitare nel caos e in una successiva fase "cosmetica".

### Eblaiti
Il dio El si incontra tra le attestazioni più antiche nelle rovine della biblioteca reale di Ebla, presso il sito archeologico di Tell Mardikh, in Siria, che data tra il 2600 e il 2300 a.C., poi distrutta dagli Assiri.

### Protosinaitico
Un'antica iscrizione in protosinaitico rinvenuta sul Monte Sinai reca le parole ’lḏ‘lm (El id ‘olam), interpretate come ’Il ḏū ‘ôlmi, cioè "Dio del Mondo". Il dio egiziano Ptah recava invece il titolo di ḏū gitti "El di Gat", cioè "Dio" o "Signore di Gat", città filistea, in una stele rinvenuta a Lachish e databile al regno di Amenhotep II (1435–1420 a.C. circa). Il medesimo titolo appare anche nel testo Serābitṭ 353. Lo stesso Cross, nei suoi studi, sottolinea come Ptah sia di frequente chiamato "Signore dell'Eternità", similmente all'El del Sinai.

### Ittiti
In talune iscrizioni ricorre il nome di ’Ēl qōne ’arṣ, cioè di "’El Creatore della Terra", includendo anche un'iscrizione molto più tarda rinvenuta a Leptis Magna, in Tripolitania, e databile al II secolo (KAI. 129). Lo stesso titolo ricorre anche nei testi ittiti con la crasi Ilkunirsa, che appare essere marito di Asherdu (Asherah) e padre di 77 od 88 figli.

### Hurriti
In un inno hurrita ad El egli appare chiamato anche ’Il brt e ’Il dn, tradotto rispettivamente come "Dio dell'Alleanza" ed "Dio Giudice".

### Amorrei
Iscrizioni amorree rinvenute a Zinčirli e con riferimento a numerose divinità, a volte citate per nome, altre per titolo, riportano con frequenza la radice il nome El nella sua forme il, inteso come "dio". In particolare compaiono titoli come ilabrat "dio delle genti", il abīka "dio dei tuoi padri", il abīni "dio di nostro padre" e simili. Sono riportate anche numerose genealogie divine, con i nomi divini elencati secondo una particolare famiglia o clan, ancora a volte per nome ed altre per titolo, sempre includendo la radice il.
Negli stessi nomi di persona degli Amorrei gli elementi più comuni in riferimento alla divinità erano Il, Hadad o Adad e Dagan. E si ritiene che Il-El possa essere assimilato a quella stessa divinità suprema Martu che in accadico veniva resa con il nome di Illu-Amurru o Amurru.

### Ugarit

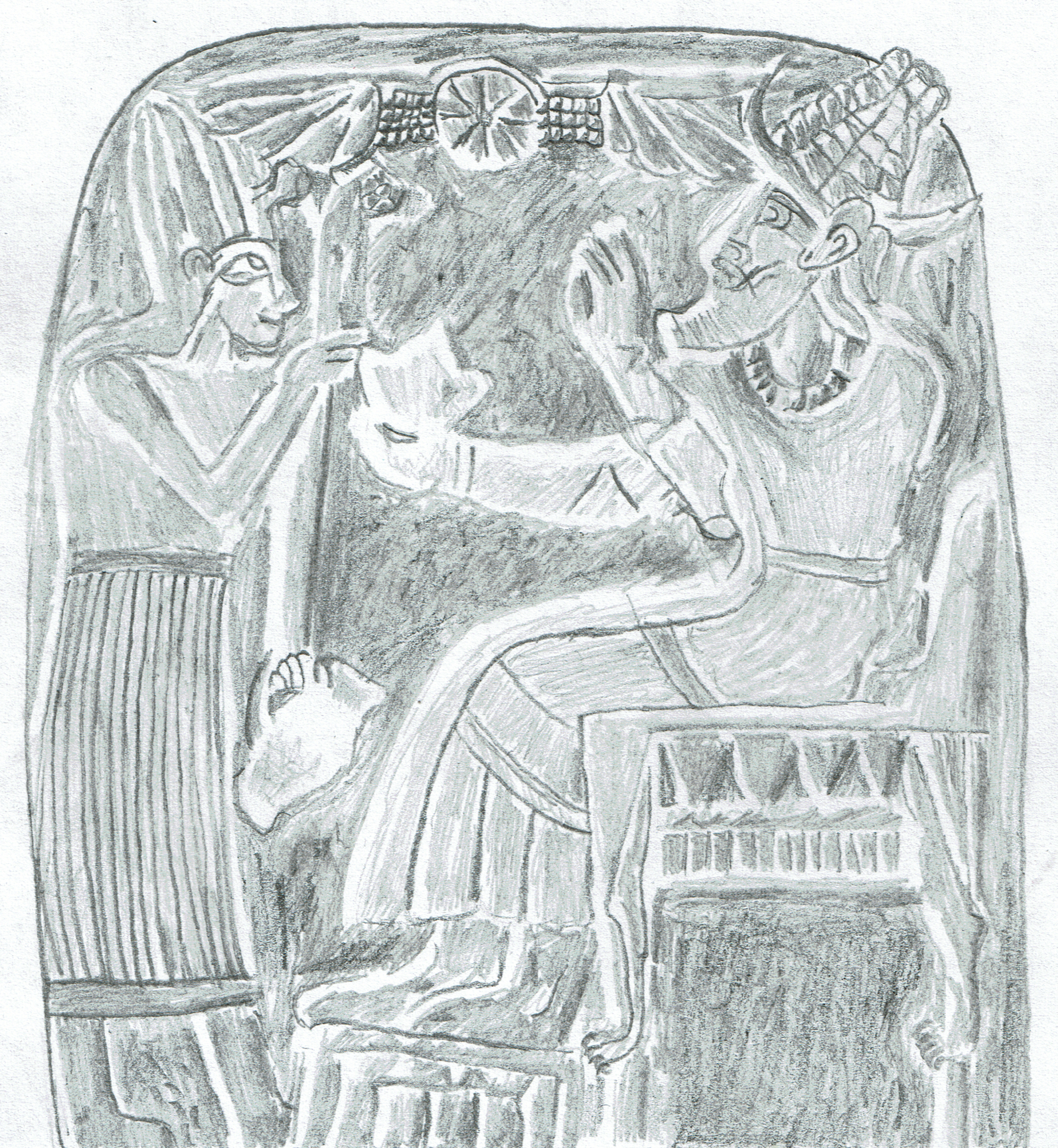
Schizzo di una stele da Ugarit, rappresentante il dio El.

Ad Ugarit tre liste di divinità ritrovate nel sito archeologico iniziano citando El ed i suoi tre figli, Dagnu, Ba'l e Ṣapān, attribuendo a questi quattro dei il titolo di ’il-’ib, che sembra essere il nome di un generico titolo di divinità forse correlata agli antenati divinizzati del popolo ugaritico. Tuttavia nella città si trovavano un grande tempio dedicato a Dagnu ed un altro grande tempio dedicato al fratello Ṣapān, ma nessuno dedicato al terzo fratello Ba'l e soprattutto nessuno dedicato ad El.
Al dio supremo El ci si riferisce ripetutamente con l'epiteto Ṯôru ’Ēl ("El il Toro" o "Dio-Toro"). Egli reca i titoli di bānyu binwāti ("creatore delle creature"), ’abū banī 'ili ("padre degli dei"), ’abū ’adami ("padre dell'uomo") e qāniyunu ‘ôlam ("creatore eterno"). Quest'ultimo epiteto ‘ôlam ricollega ancora una volta El alla divinità sinaitica El-Ptah. Egli è inoltre ḥātikuka ("il tuo patriarca") ed è rappresentato come un anziano saggio dalla barba bianca. Altri suoi titoli sono quelli di malku ("re"), ’abū šamīma ("padre degli anni") e lṭpn, termine di incerto significato, variamente reso come Latpan, Latipan o Lutpani, col possibile significato di "dalla faccia velata". Infine egli è ’Ēl gibbōr ("El il Guerriero").
Il misterioso testo ugaritico di Shachar e Shalim racconta come El, probabilmente agli inizi dei tempi, giunse sulla riva del mare, dove vide due donne che galleggiavano e ne fu sessualmente attratto, prendendole con sé. Uccise quindi un uccello lanciandogli contro un bastone, arrostendolo sul fuoco, e chiese dunque alle donne di avvertirlo quando sarebbe stato completamente cotto e di rivolgerglisi come ad un padre o ad un marito e che lui si sarebbe di conseguenza comportato nel modo secondo il quale lo avrebbero chiamato. Quelle lo salutarono quindi come marito e giacquero con lui, dando alla vita Shachar ("alba") e Shalim ("tramonto"). Poi ancora una volta El giacque con le sue mogli e queste partorirono gli "dei graziosi", "figli del mare". I nomi di queste mogli non sono espressamente citati, ma alcune confuse descrizioni all'inizio del racconto fanno riferimento alla dea Athirat, che è altrimenti nota come la moglie prediletta di El, e alla dea Rahmay ("misericordiosa"), altrimenti sconosciuta.
Ancora, nell'ugaritico Ciclo di Baal, El viene descritto abitare sul (o nel) monte Lel (forse col significato di "notte"), presso le sorgenti di due fiumi che scaturiscono da due caverne. Vive in una tenda, in accordo con alcune interpretazioni del testo, il che spiegherebbe perché non si trovi un suo tempio in Ugarit. Per quanto riguarda i due fiumi che sorgono da due caverne, questi potrebbero riferirsi a veri corsi d'acqua o alle mitologiche sorgenti sotterranee dell'acqua salata del mare e dell'acqua dolce dei fiumi oppure delle acque terrestri e delle acque celesti. Nell'episodio del Palazzo di B‘al, il dio B‘al invita i 70 figli di Athirat ad una festa nel suo nuovo palazzo: presumibilmente questi figli sono stati dati ad Athirat da El, in quanto nei successivi passaggi vengono descritti - tutti o parte di essi - come ’ilm ("dei"). I soli figli di El nominati individualmente nei testi ugaritici sono Yam ("mare"), Mot ("morte") e Ashtar, che sembra essere a capo della maggior parte dei figli di El. Il fatto che Ba‘al appaia come figlio di El piuttosto che come figlio di Dagnu, come è normalmente riconosciuto presso gli altri popoli, probabilmente è dovuto al fatto che El si trova in posizione di "padre" di tutta la famiglia degli dei.
Il frammentario testo RS 24.258 descrive poi un banchetto al quale El invita gli altri dei, mettendosi però da sé stesso in ridicolo divenendo oltraggiosamente ubriaco e svenendo dopo essersi confrontato con un altrimenti sconosciuto Hubbay, "lui che ha le corna e la coda". Il testo termina con un incantesimo per la cura di alcuni malanni e forse della stessa sbornia.

## Attestazioni successive

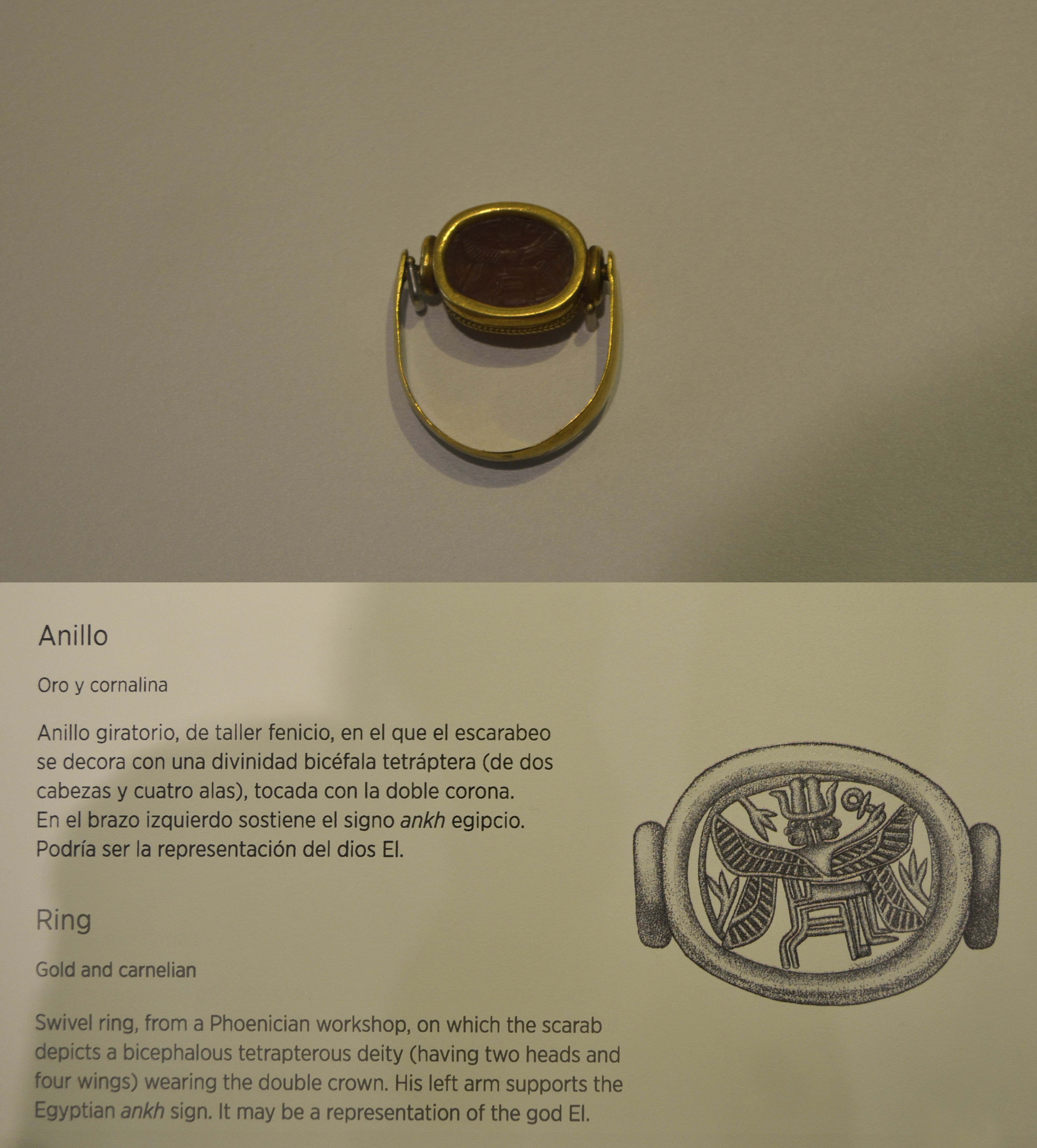
Anello fenicio dal Tesoro di Aliseda, possibilmente raffigurante il dio El.

### Fenici
Anche un amuleto fenicio del VII secolo a.C. rinvenuto ad Arslan Tash sembra riferirsi ad El. Rosenthal (1969, p. 658) ne tradusse il testo come segue:
Lo stesso testo risulta però traducibile anche come segue:
Ricavandone un evidente riferimento all'epiteto protosinaico di El-Ptah. Egli è inoltre considerato ancora una volta padre di Dagan, a sua volta identificato come padre di Baal, il principale tra gli dei fenici. Esiste inoltre la possibilità che El sia identificabile con quello stesso Baal-Ammone che era adorato come suprema divinità nella colonia fenicia di Cartagine.

### Cananei

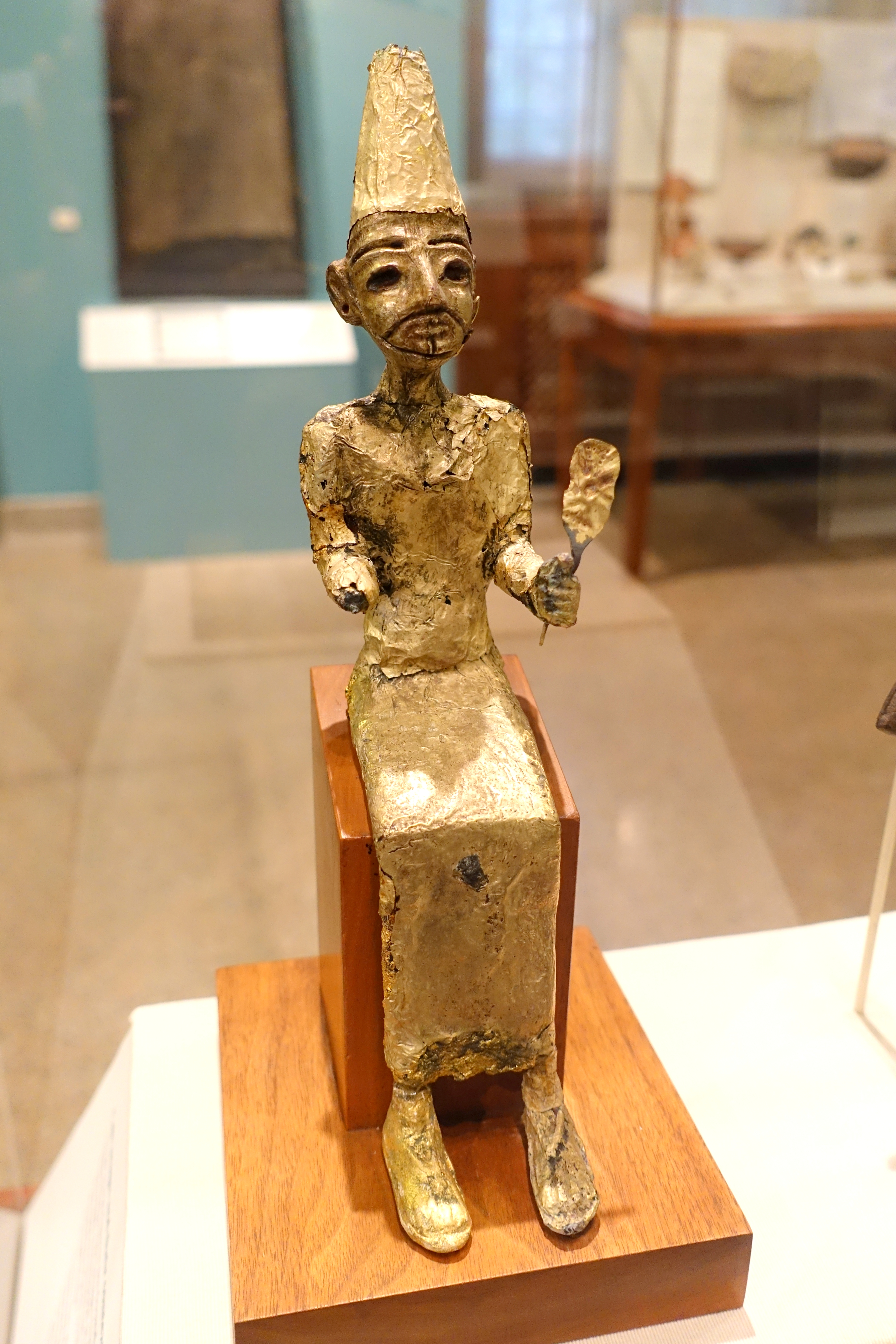
Statuetta cananea del dio El o Ba'l, da Megiddo (1400-1200 a.C.)

Per gli abitanti di Canaan, El o Il era la suprema divinità, padre dell'umanità e di tutte le specie. Ad un certo punto sembra divenire un dio del deserto, dato che i miti lo descrivono avere due mogli, con le quali costruisce un santuario nel deserto assieme ad un suo nuovo figlio. El è considerato ancora una volta padre di numerosi dei, i più importanti dei quali sono Hadad, Yam e Mot, rispettivamente signori del cielo (e del tuono, del fulmine e delle tempeste), del mare (e del terremoto) e dell'oltretomba.
El è talora mostrato come un vecchio seduto su un trono, con una grande barba bianca e due ampie corna di bue sovrastanti la testa. Qualche studioso ipotizza che El possa essere stata la personificazione dell'antenato totemico della tribù, la cui forza generativa portò a elaborare l'idea che egli fosse di conseguenza il creatore di ogni cosa.

## El biblico

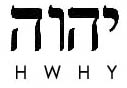
Il tetragramma biblico rappresentante il nome impronunciabile del Dio della Bibbia.

Nella Tanakh ebraica, El è uno dei nomi coi quali viene citato il dio biblico Yahweh.

### Ipotesi sull'origine del dio biblico
Gli israeliti in origine, molto probabilmente, praticavano un culto enoteista, come attesta il fatto che nella stessa Bibbia El Elyon, "Dio Altissimo" è padre di tutti gli dèi, elohim. Diversamente, per riferirsi alla divinità siro-cananea Baal ("Signore, Padrone"), si usava il plurale di rispetto "Baʿalim", o per Astarte si parlava di "Astarti" (Giudici 10:6).
Secondo l'opinione di alcuni studiosi Yahweh era in origine solo il dio tribale degli israeliti. Sarebbe solo dopo il periodo dell'esilio babilonese (VI secolo a.C.) che Yahweh sarebbe stato promosso a dio unico, soppiantando El (tra cui gli epiteti El Shaddai, "Dio della montagna o della steppa", ed El Elyon, "Dio Altissimo"), nonché, in un primo momento, la consorte femminile Asherah. Specificamente sarebbe stato nell'ambito del tentativo di unificazione di Israele, fatto dal Re Giosia, che avvenne l'identificazione di Yahweh con El. A tal fine sarebbe stato scritto un libro di propaganda religiosa che unificava le genealogie delle tribù d'Israele, che in seguito sarebbe diventato la Bibbia.
Secondo altri, basandosi in particolare su analisi filologiche del testo biblico, l'arcaica fase enoteista della religione degli antichi israeliti iniziò un processo di trasformazione con l'inizio del cosiddetto periodo assiale, che portò alla trasformazione religiosa da un culto locale di stampo identitario ad un monoteismo di stampo universalista.
Max Weber (e similmente altri autori come: Donald Redford, George Aaron Barton, Hermann Guthe, Gerrit Wildeboer, Karl Budd, Nissim Amzallag, Martin Leuenberger) sostenne che Yahweh fosse in origine una divinità caratteristica di un'unione di clan seminomadi semiti. Tali gruppi avrebbero successivamente costituito il nucleo iniziale di Israele nell'antichità.
La radice <ʔ-l-h> (derivante dalla radice <ʔ-l>, la quale forma il nome El) origina in arabo il termine Aḷāh (articolo determinativo "al" + ʔ-l-h), il Dio unico secondo i musulmani, e ʾilāh, parola con cui vengono indicate le divinità in generale.